# Постојна
Постојна (словен. Postojna) је један од већих градова у Словенији и најважније насеље Приморско-нотрањска регија. Постојна је и управно средиште истоимене општине Постојна.

## Природни услови
Град Постојна лежи на крашком брду где је често изложен јаким ветровима. Кроз град води стари пут, ауто-пут и железница у правцу Копар - Љубљана.

## Историја
Постојна се први пут помиње 1226. године, а 1432. године добија статус трговачког места. У 16. веку град је изложен турским нападима. Железницу добија 1857. године, а прву Гимназију 1810. године. Званично постаје град тек 1909. г.

## Туризам
Највећа атракција Постојне је Постојнска јама, која је била позната још у средњем веку. Део јаме која се данас представља туристима открио је 1818. године јамски водич Лука Чеча. Годишње јаму посећује око милион туриста, а укупни број до 1987. године је био 23 милиона посетилаца. 
Врло је познат и Предјамски град одакле потиче легенда о Еразму.